# Oxyanthus setosus
Oxyanthus setosus är en måreväxtart som beskrevs av Ronald William John Keay. Oxyanthus setosus ingår i släktet Oxyanthus och familjen måreväxter. Inga underarter finns listade i Catalogue of Life.